# Murat Fırat
Murat Fırat (ur. 23 września 1997) – turecki zapaśnik startujący w stylu klasycznym. Zajął piąte miejsce na mistrzostwach świata w 2021 i 2022 roku. 
Złoty medalista mistrzostw Europy w 2022; brązowy w 2021 i 2024; piąty w 2023 i 2025. Triumfator igrzysk śródziemnomorskich w 2022 i trzeci w 2018. Czwarty w Pucharze Świata w 2022. Mistrz Europy juniorów w 2015 i trzeci w 2017 roku.